# Mercedes-Benz W246
La Mercedes-Benz W246 (W242 per le versioni elettrica e a metano) è una monovolume compatta prodotta dal 2011 al 2018 dalla Casa automobilistica tedesca Mercedes-Benz e corrispondente alla seconda generazione della cosiddetta Classe B.

## Storia e profilo

### Genesi ed esordio
Se la nascita della prima generazione della Classe B, la T245, è avvenuta in un periodo tormentato come quello che ha visto il declino del gruppo DaimlerChrysler poco tempo dopo la sua formazione, la seconda generazione della monovolume è avvenuta durante la grave recessione nel mercato automobilistico che ha accompagnato il periodo a cavallo tra il primo e il secondo decennio del XXI secolo. Mercedes-Benz quindi per la nuova generazione della Classe B scelse di non avvalersi più del sofisticato e costoso pianale a sandwich, bensì di un pianale di tipo convenzionale. In questo modo ne hanno beneficiato i costi di produzione. Dopo la diffusione, nella prima metà del 2011, dei primi rendering grafici della stampa specializzata e la presentazione di un primo prototipo definitivo, la nuova Classe B, codificata con la sigla W246, fa il suo esordio ufficiale al Salone dell'automobile di Francoforte, ma la commercializzazione effettiva non verrà avviata che due mesi dopo, a novembre.

#### Impatto visivo e interni
Fin dal primo impatto visivo, la nuova W246 rivela un'impostazione differente rispetto al modello precedente, pur mantenendo un corpo vettura da monovolume di taglia media. L'utilizzo di un pianale convenzionale ha permesso di ridurre l'altezza del corpo vettura. Nel suo complesso la W246 risulta più bassa di 5 cm, mentre l'altezza dei sedili dal piano stradale risulta inferiore di 8,6 cm. Viene ridotto il Cx, ora pari 0,26.
Dal punto di vista dello stile, l'équipe guidata dal responsabile del design Gordon Wagener ha disegnato un corpo vettura che riprende il family feeling con altri modelli della Casa lanciati poco tempo prima. Tra questi va ricordata la seconda generazione della CLS, così come la SLK R172 e la Classe M W166, ecc.). Di nuovo disegno è anche quello dei paraurti anteriori, con due prese d'aria laterali nelle quali trovano posto le luci diurne e se presenti i fari fendinebbia. La fiancata è mossa da due nervature laterali: una appena sotto la linea delle maniglie porta, che si spegne a metà della portiera posteriore, e l'altra più in basso, più lunga e che nella zona posteriore piega verso l'alto, arrivando quasi in corrispondenza con i fari posteriori. Anche il padiglione tende a inclinarsi nella zona posteriore. 
Gli interni propongono anch'essi alcuni elementi già visti su altri recenti modelli del marchio, come il volante multifunzione a tre razze, la pedaliera traforata in alluminio oppure le bocchette di climatizzazione in stile aeronautico, viste per la prima volta nella SLS AMG. Nonostante la ridotta altezza da terra dei sedili, pensata unicamente per agevolare l'accesso ai sedili stessi, la posizione di guida rimane alta.

#### Struttura, motori e meccanica
La W246 nasce su un pianale non più a sandwich, ma di tipo modulare. Per quanto riguarda le sospensioni è previsto un avantreno di tipo MacPherson con molle elicoidali e ammortizzatori a doppio tubo, mentre il retrotreno è un multilink a 3 bracci e mezzo (3+1), sempre con molle elicoidali, ma in questo caso con ammortizzatori mono-tubo. L'impianto frenante prevede invece freni a disco sulle quattro ruote, dei quali quelli anteriori di tipo autoventilante. Nuovo è lo sterzo, di tipo elettromeccanico, con servosterzo elettrico in grado di intervenire solo in caso di sterzata, senza rimanere sempre attivato, e richiedendo così un minor fabbisogno energetico.

Al suo esordio, la W246 è prevista in due motorizzazioni, una a benzina e l'altra a gasolio, entrambe del tutto inedite, e ognuna delle quali in due livelli di potenza:
- B180, equipaggiata dal nuovo motore M270 da 1595 cm³ con sovralimentazione mediante turbocompressore e potenza massima di 122 CV;
- B200, equipaggiata dallo stesso motore, ma con potenza portata a 156 CV;
- B180 CDI, spinta dal nuovo propulsore OM651 turbodiesel common rail da 1796 cm³, con potenza massima di 109 CV;
- B200 CDI, equipaggiata con lo stesso propulsore della B180 CDI, ma con potenza portata a 136 CV.

Due le tipologie di trasmissione inizialmente previste di serie per la gamma W246: si tratta di un cambio manuale a 6 marce, montata su tutta la gamma tranne che sulla B180 CDI che monta invece anche (a richiesta) un cambio a doppia frizione a 7 rapporti.

### Evoluzione

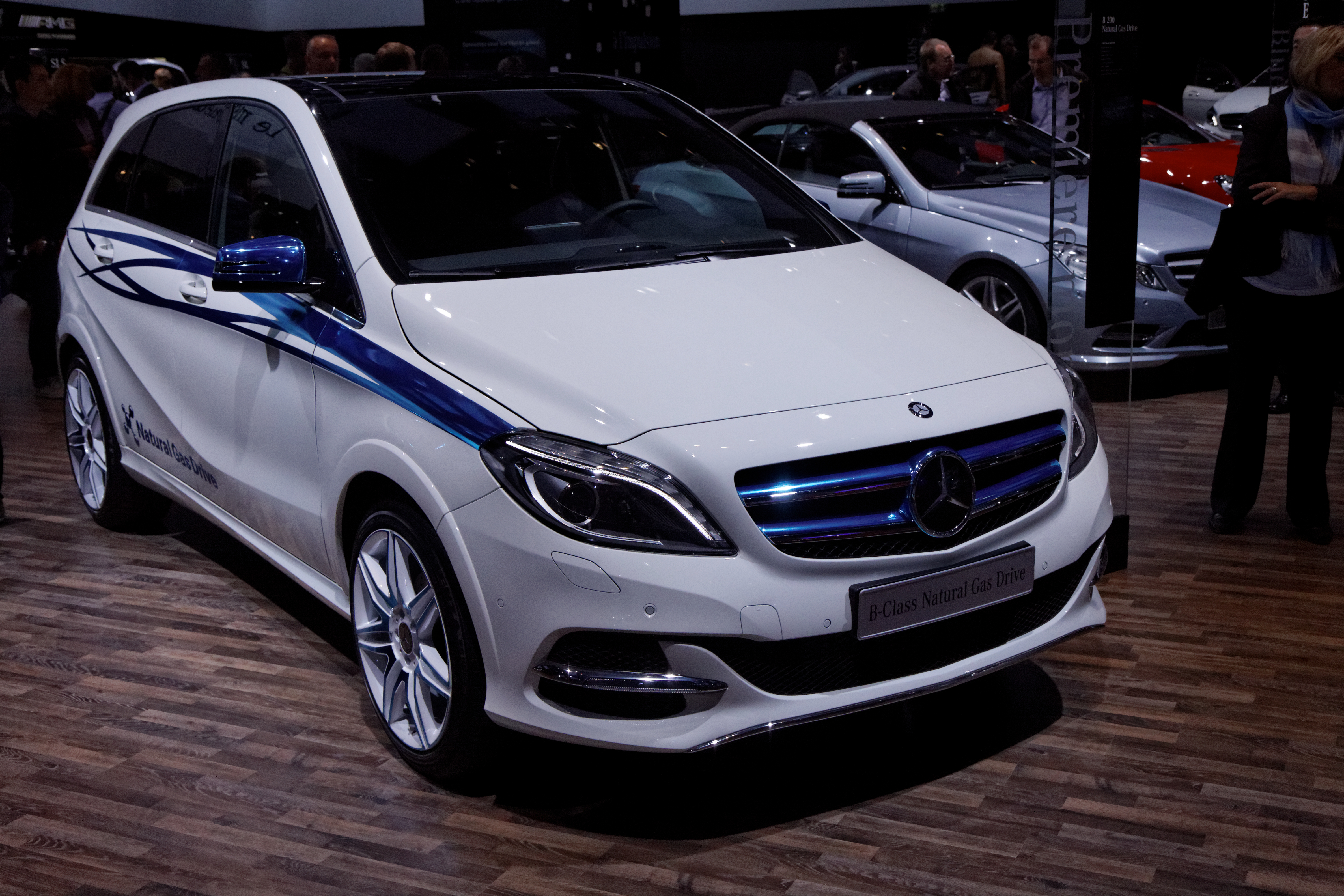
La versione a metano, qui alla sua presentazione a Parigi nel 2012: arriverà sul mercato pochi mesi dopo

La produzione viene quindi avviata negli allestimenti e nelle motorizzazioni previste. Dall'estate 2012, diviene ordinabile anche la B250 BlueEFFICIENCY (sebbene la commercializzazione ufficiale sia stata dichiarata per il settembre successivo), spinta da un motore M270 da 2 litri, anch'esso sovralimentato e in grado di erogare fino a 211 CV di potenza massima. Anch'esso monta di serie un cambio robotizzato a 7 rapporti. Nel mese di settembre dello stesso anno, al Salone di Parigi, è stata presentata la Concept Electric Drive, una Classe B completamente elettrica che prelude al programma di mobilità sostenibile a emissioni zero varato da Mercedes-Benz. Il prototipo presentato alla kermesse francese era equipaggiato con un'unità elettrica da 136 CV di potenza massima e 310 Nm come picco di coppia.
Dal mese di dicembre entra in listino anche la B220 CDI, spinta dall'ormai pluri-collaudato motore OM651 da 2,1 litri con doppia sovralimentazione e potenza massima di 170 CV, mentre un mese dopo, nel gennaio del 2013, la gamma si allarga con l'arrivo della versione bi-fuel, la B200 Natural Gas Drive, in cui il tradizionale motore M270 da 2 litri viene qui proposto in versione depotenziata a 156 CV e può essere alimentato anche a metano. In Italia, però, tale versione arriverà solo tre mesi dopo.
Alla fine della primavera del 2013, il listino si amplia ulteriormente con l'arrivo di una variante particolare della B180 CDI, spinta da un motore da 1461 cm³ denominato OM607 e strettamente imparentato con quello utilizzato ormai da diversi anni dalla Renault e dalla Nissan per i loro modelli di fascia media e bassa. Tale motore eroga anch'esso una potenza massima di 109 CV come l'1,8 Diesel, ma entrambi vengono proposti a listino in contemporanea. Dalla fine di agosto dello stesso anno, diviene ordinabile anche la versione base della gamma Diesel: la B160 CDI, mossa dal motore di origine Renault già montato sulla B180 CDI 1.5, ma depotenziato a 90 CV (pari a 66 kW). Contemporaneamente, nei listini compare anche la B220 4MATIC, prima Classe B a poter usufruire della trazione integrale. Il motore è una versione potenziata a 184 CV del motore della B200.

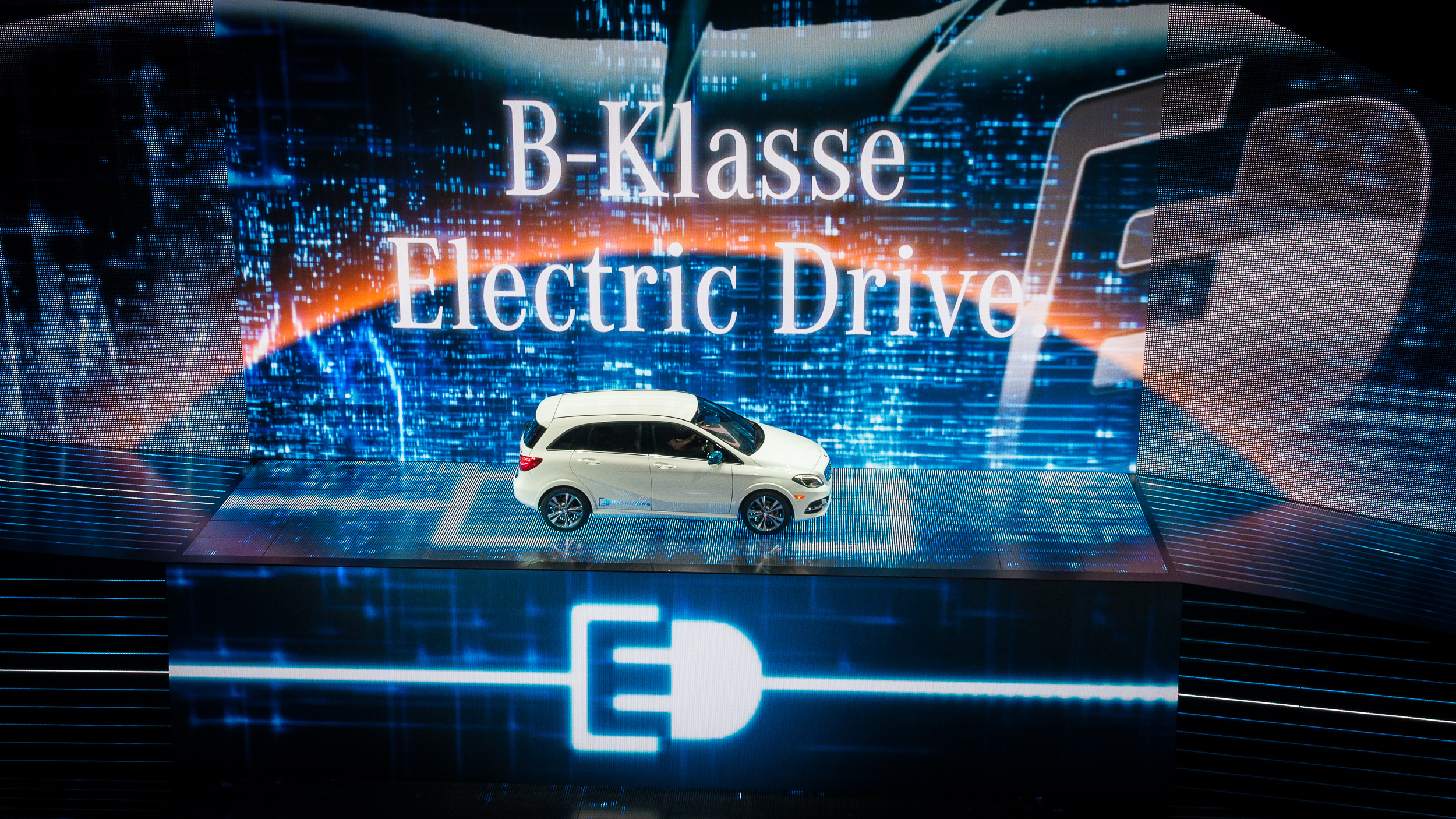
La Electric Drive esposta a Francoforte nell'autunno 2013: esordirà solo un anno dopo

Nell'autunno 2014 a Parigi è stato svelato il restyling di mezza età del modello: tale aggiornamento è stato discreto esternamente, dove si intravede un nuovo paraurti con prese d'aria di maggiori dimensioni e una nuova griglia. Rivisitati anche i fari, sia anteriori sia posteriori, con nuove grafiche e tecnologia a LED integrata. Alcuni aggiornamenti di dettaglio si sono avuti anche all'interno, ma le novità più consistenti sono state quelle tecniche, dove si ha l'arrivo della trazione integrale anche per la B250, mentre sul fronte Diesel, la B220 CDI riceve sette CV in più rispetto a prima e viene anch'essa proposta sia a trazione anteriore sia a trazione integrale. Entrambe queste soluzioni divengono disponibili anche nella B200 CDI, fino a quel momento proposta solo con trazione anteriore. Quest'ultima, tra l'altro abbandona l'1,8 a gasolio in favore dell'unità da 2,1 litri della stessa famiglia di motori, più ricca di coppia in basso. In generale, poi, i motori subiscono alcune rivisitazioni atte e migliorare leggermente le prestazioni e a ridurre i consumi e le emissioni nocive. Viene inoltre confermata la motorizzazione bi-fuel benzina/metano. L'aggiornamento di mezza età della monovolume di Stoccarda ha coinciso anche con l'annuncio del lancio della versione definitiva della Classe B Electric Drive, ossia la variante a sola trazione elettrica. In realtà la presentazione ufficiale del modello definitivo si è avuta già un anno prima a Francoforte. Inoltre i primi esemplari furono già assemblati nel mese di aprile del 2014, ma le ordinazioni del modello si sono aperte solo in autunno, mentre tale versione è comparsa nei listini solo a partire dalla fine dello stesso anno. La vettura è spinta da un motore elettrico asincrono in grado di raggiungere una potenza di picco pari a 179 CV (ma quella continua è di 88 CV). L'alimentazione avviene invece mediante una batteria da 28 kWh agli ioni di litio. La velocità massima è autolimitata a 160 km/h e l'autonomia massima è invece di 200 km. Assieme alla versione a metano, la Electric Drive è l'unico modello della gamma a veder mutare la propria sigla di progetto in W242.
Nel settembre 2015 la gamma si estende verso il basso con l'arrivo della B160 a benzina, spinta da un 1,6 da 102 CV. Contemporaneamente, per uniformarsi ai criteri di denominazione utilizzati di recente negli ultimi modelli della Casa, tutte le versioni a gasolio perdono la sigla CDI. Al suo posto viene invece utilizzata una semplice lettera d. Così, ad esempio, la B180 CDI diviene B180 d. Due anni e mezzo in cui la gamma è rimasta invariata, nel marzo del 2018 sono uscite di listino le due versioni "verdi" della gamma, ossia la versione a metano e quella a trazione elettrica.
Nel novembre 2018 la Classe B cessa di essere prodotta, poiché già dal mese successivo viene avviata la produzione della terza generazione della monovolume media tedesca.

### Riepilogo caratteristiche
Di seguito vengono riportate le principali caratteristiche tecniche delle versioni previste per la gamma W246:
| Modello | Codice modello     | Motore                                                     | Cilindrata cm³     | Potenza CV/rpm     | Coppia Nm/rpm      | Trazione           | Cambio/ N° rapporti        | Massa a vuoto (kg) | Velocità max (km/h) | Acceler. 0–100 km/h | Consumo (L/100 km) | Emissioni CO2 (g/km) | Anni di produzione |
| Versioni a benzina | Versioni a benzina | Versioni a benzina                                         | Versioni a benzina | Versioni a benzina | Versioni a benzina | Versioni a benzina | Versioni a benzina         | Versioni a benzina | Versioni a benzina  | Versioni a benzina  | Versioni a benzina | Versioni a benzina   | Versioni a benzina |
| --- | ------------------ | ---------------------------------------------------------- | ------------------ | ------------------ | ------------------ | ------------------ | -------------------------- | ------------------ | ------------------- | ------------------- | ------------------ | -------------------- | ------------------ |
| B160 | 246.241            | M270DE16AL red.                                            | 1595               | 102/ 4500-6000     | 180/ 1200-3500     | A                  | Manuale 6 marce            | 1.320              | 190                 | 10"7                | 5,5                | 126                  | 09/2015-11/2018    |
| B180 | 246.242            | M270DE16AL red.                                            | 1595               | 122/5000           | 200/ 1250-4000     | A                  | Manuale 6 marce            | 1.320              | 190                 | 10"4                | 6,2                | 144                  | 11/2011-11/2014    |
| B180 | 246.242            | M270DE16AL red.                                            | 1595               | 122/5000           | 200/ 1250-4000     | A                  | Manuale 6 marce            | 1.320              | 200                 | 9"3                 | 5,4                | 129                  | 11/2014-11/2018    |
| B200 | 246.243            | M270DE16AL                                                 | 1595               | 156/5000           | 250/ 1250-4000     | A                  | Manuale 6 marce            | 1.320              | 220                 | 8"6                 | 6,2                | 144                  | 11/2011-11/2014    |
| B200 | 246.243            | M270DE16AL                                                 | 1595               | 156/5000           | 250/ 1250-4000     | A                  | Manuale 6 marce            | 1.320              | 220                 | 8"6                 | 5,6                | 130                  | 11/2014-11/2018    |
| B220 4MATIC | 246.247            | M270DE20AL                                                 | 1991               | 184/5000           | 300/ 1250-4000     | I                  | Doppia frizione 7 rapporti | 1.455              | 225                 | 7"5                 | 6,5                | 151                  | 09/2013-11/2018    |
| B250 | 246.244            | M270DE20AL                                                 | 1991               | 211/5500           | 350/ 1250-4000     | A                  | Doppia frizione 7 rapporti | 1.400              | 240                 | 6"8                 | 6,2                | 151                  | 09/2012-11/2018    |
| B250 4MATIC | 246.246            | M270DE20AL                                                 | 1991               | 211/5500           | 350/ 1250-4000     | I                  | Doppia frizione 7 rapporti | 1.430              | 235                 | 6"7                 | 6,6                | 154                  | 11/2014-11/2018    |
| Versioni a gasolio |                    |                                                            |                    |                    |                    |                    |                            |                    |                     |                     |                    |                      |                    |
| B160 CDI | 246.211            | OM607DE15LA red.                                           | 1461               | 90/4000            | 240/1750-2750      | A                  | Manuale 6 marce            | 1.360              | 180                 | 13"8                | 4,5                | 98-105               | 09/2013-11/2018    |
| B180 CDI (1.5) | 246.212            | OM607DE15LA                                                | 1461               | 109/4000           | 260/ 1750-2500     | A                  | Manuale 6 marce            | 1.400              | 190                 | 11"3                | 4,5                | 98-105               | 06/2013-11/2018    |
| B180 CDI (1.8) | 246.200            | OM651DE18LA red.                                           | 1796               | 109/ 3200-4600     | 250/ 1400-2800     | A                  | Doppia frizione 7 rapporti | 1.475              | 190                 | 10"8                | 4,6                | 121                  | 11/2011-10/2013    |
| B200 CDI | 246.201            | OM651DE18LA                                                | 1796               | 136/ 3600-4400     | 300/ 1600-3000     | A                  | Manuale 6 marce            | 1.475              | 210                 | 9"5                 | 4,6                | 121                  | 11/2011-11/2014    |
| B200 CDI | 246.208            | OM651DE22LA red.                                           | 2143               | 136/ 3200-4000     | 300/ 1400-3000     | A                  | Manuale 6 marce            | 1.400              | 210                 | 9"5                 | 4,4                | 115                  | 11/2014-11/2018    |
| B200 CDI 4MATIC | 246.202            | OM651DE22LA red.                                           | 2143               | 136/ 3200-4000     | 300/ 1400-3000     | I                  | Manuale 6 marce            | 1.500              | 207                 | 9"8                 | 5                  | 131                  | 11/2014-11/2018    |
| B220 CDI | 246.203            | OM651DE22LA                                                | 2143               | 170/ 3400-4000     | 350/ 1400-3400     | A                  | Doppia frizione 7 rapporti | 1.425              | 220                 | 8"3                 | 4,7                | 120                  | 12/2012-11/2014    |
| B220 CDI | 246.203            | OM651DE22LA                                                | 2143               | 177/ 3600-3800     | 350/ 1400-3400     | A                  | Doppia frizione 7 rapporti | 1.430              | 224                 | 8"3                 | 4,3                | 111                  | 11/2014-11/2018    |
| B220 CDI 4MATIC | 246.205            | OM651DE22LA                                                | 2143               | 177/ 3600-3800     | 350/ 1400-3400     | I                  | Doppia frizione 7 rapporti | 1.500              | 220                 | 8"3                 | 5                  | 131                  | 11/2014-11/2018    |
| Versione bi-fuel |                    |                                                            |                    |                    |                    |                    |                            |                    |                     |                     |                    |                      |                    |
| B200 Natural Gas Drive | 242.848            | M270DE20AL red.                                            | 1991               | 156/5000           | 270/ 1250-4000     | A                  | M/6                        | 1.430              | 200                 | 9"2                 | 61                 | 119                  | 01/2013-03/2018    |
| Versione elettrica |                    |                                                            |                    |                    |                    |                    |                            |                    |                     |                     |                    |                      |                    |
| B Electric Drive | 242.890            | Motore asincrono con batteria da 28 kWh agli ioni di litio | -                  | 1792/ 9900-12500   | 340                | A                  | Monomarcia                 | 1.650              | 160                 | 7"9                 | 16,63              | 0                    | 11/2014-03/2018    |
| Note: 1Il dato riportato indica i litri di benzina ogni 100 km: in caso di marcia a metano il consumo dichiarato è di 4,4 kg ogni 100 km 2Il dato dichiarato si riferisce alla potenza massima: quella continua è di 88 CV 3Il dato va inteso espresso in kWh/100 km. |                    |                                                            |                    |                    |                    |                    |                            |                    |                     |                     |                    |                      |                    |